# Calliopsis interrupta
Calliopsis interrupta är en biart som beskrevs av Léon Abel Provancher 1888. Calliopsis interrupta ingår i släktet Calliopsis och familjen grävbin. Inga underarter finns listade.